# Bataille de Chaudron-en-Mauges
Guerre de Vendée
La bataille de Chaudron-en-Mauges  se déroule lors de la guerre de Vendée. Le 24 avril 1794, les armées vendéennes en marche pour attaquer Saint-Florent-le-Vieil rencontrent une colonne républicaine à Chaudron-en-Mauges.

## Prélude
Le 22 avril 1794, les principaux généraux vendéens, qui combattaient de façon autonome depuis le début l'année, se réunissent au château de La Boulaye, à Treize-Vents, afin d'agir de façon concertée. Charette propose d'élire un généralissime. Stofflet semble d'abord approuver, puis il change d'avis sur les conseils de l'abbé Bernier. Finalement, les quatre principaux généraux s'entendent pour agir de concert. Charette, Stofflet, Sapinaud et Marigny prêtent serment, le sabre haut, de s'assister mutuellement, sous peine de mort. Ils décident ensuite de marcher sur Saint-Florent-le-Vieil, Marigny repart pour la Gâtine mobiliser ses troupes, tandis que les trois autres généraux se mettent en marche. En chemin, le 24 avril, ils rencontrent les troupes républicaines de Dusirat à Chaudron-en-Mauges.

## La bataille
Dusirat dispose sous ses ordres de sa colonne et de la garnison de Saint-Florent-le-Vieil, soit dit-il dans son rapport à Turreau, 3 500 hommes. Dusirat évalue également les forces vendéennes à 3 000 ou 4 000 hommes, « presque tous habillés de bleu. » Il estime avoir affronté les forces de Stofflet, car le combat a lieu sur son territoire, en réalité ce sont les troupes de Charette et de Sapinaud qui soutiennent l'essentiel des combats.
Le 23 avril, les Vendéens occupent Chemillé où ils s'arrêtent pour attendre l'armée de Marigny, cependant le lendemain cette dernière n'est toujours pas signalée, les généraux décident donc d'attaquer Saint-Florent sans attendre davantage. Une partie des forces vendéennes occupe le bourg de Chaudron-en-Mauges mais la colonne de l'adjudant-général Dusirat est signalée et les Vendéens évacuent le bourg et rejoignent le gros de leurs forces à Jallais. Informés, les généraux vendéens rassemblent leurs armées et attaquent la colonne républicaine sur deux points ou trois points, près de Chaudron-en-Mauges. Charette attaque par le flanc gauche, Sapinaud au centre et Stofflet sur la droite. Le combat dure jusqu'à la tombée de la nuit, le flanc droit des Républicains est enfoncé et la colonne se replie, Charette se lance à leur poursuite et les suit jusque sur les bords de la rivière de l'Èvre. Dusirat, alors à Saint-Florent, gagne le champ de bataille et rallie les fuyards, il a cependant de la peine à entraîner la totalité de ses troupes car, dit-il dans son rapport, beaucoup de ses soldats restent à Saint-Florent, terrorisés aux cris de « Voilà les brigands ! » Mais Charette doit renoncer en constatant que les autres armées ne l'ont pas suivi, Stofflet dont les forces se sont désorganisées s'est perdu dans l'obscurité. Les chefs vendéens préfèrent se replier sur Jallais, Dusirat se lance un temps à leur poursuite, mais renonce rapidement à cause du crépuscule.
Dans son rapport, Dusirat écrit que ses pertes sont d'une vingtaine de tués et 30 blessés, il reconnaît que les pertes vendéennes sont inférieures aux siennes.

## Conséquences
L'issue de cette bataille est surtout funeste à l'union vendéenne. À l'issue de la bataille, Charette ne cache pas sa colère, particulièrement contre Stofflet, qu'il accuse presque de trahison. Cette dispute marque le début de la rivalité entre les deux généraux vendéens. À ce moment, Marigny arrive à Jallais avec ses 2 000 hommes et la colère des trois généraux vendéens se tourne aussitôt contre lui. Marigny ne s'excuse pas et réclame des vivres pour ses hommes qui sont épuisés mais on lui rétorque que tout a été distribué et qu'il ne reste rien pour lui, en outre il n'est pas invité au repas organisé pour les généraux. Marigny s'emporte à son tour et sa colère redouble lorsque les autres généraux lui annoncent qu'ils ont décidé de le rétrograder pour sa faute, de faire passer ses troupes sous le commandement de Sapinaud, et de ne laisser pour lui que le commandement de l'artillerie de l'armée du Centre qui n'a pas le moindre canon,. Furieux, Marigny quitte aussitôt le conseil, rassemble ses Haut-Poitevins et donne l'ordre de repartir pour son quartier-général de Cerisay.
Informé, Charette envoie à sa poursuite le chef de sa cavalerie, Prudent de La Robrie, à la tête d'un détachement. Celui-ci parvient à le rattraper, mais menacé par l'escorte de Marigny, La Robrie préfère faire demi-tour et retourne à Jallais. Les généraux réunissent alors le conseil de guerre, présidé par Stofflet, Marigny est accusé d'avoir violé son serment. Le 29 avril, les officiers passent au vote et Marigny est reconnu coupable et condamné à la peine de mort par contumace par 22 voix, dont celles de Charette et Stofflet, contre 10, parmi lesquelles celles de Sapinaud, Poirier de Beauvais et La Bouëre,,.
Marigny ne s’inquiète pas du verdict et est persuadé que ses rivaux n'oseront pas exécuter la sentence. Mais le 10 juillet, malade, il est surpris à Combrand par quatre chasseurs allemands envoyés par Stofflet et est aussitôt fusillé. Sa mort n'est pas un avantage pour la cause vendéenne puisqu'elle met presque fin à la guerre dans le Haut-Poitou. En effet, mis à part quelques hommes qui rejoignent Sapinaud, la plupart de ses soldats regagnent leurs foyers et ne reprennent pas les combats.